# الميسر (موريتانيا)
المُيَسَّرُ بلدة موريتانية ومركز إحدى بلديات ولاية الترارزة. عمدة البلدية هو محمد سعد ولد أحمد.